# Paul Bourdarie
Paul Bourdarie, né à Montfaucon (Lot) le 19 juillet 1864 et mort à Vayrac (Lot) le 21 février 1950, est un explorateur français.

## Biographie
Chargé en 1893 d'aller étudier au Congo les problèmes logistiques et économiques, il anime à son retour en France la Société africaine de France qui est à l'origine de nombreuses expéditions en Afrique centrale comme celle de Ferdinand de Béhagle.
Secrétaire du Comité d’Égypte (1894-1897) lors de l'affaire de Fachoda, il part au Gabon en 1898 où il essaie de développer les plantations d'hévéa.
En 1906, il devient directeur de la Revue Indigène, il participe à la mission hydrographique d'Alfred Dyé sur les côtes du Maroc (1907). Professeur d'histoire et de sociologie africaine au Collège libre des sciences sociales, il explore longuement la Tunisie (1910) et le Maroc (1916) sur la demande d'Hubert Lyautey.
A l’origine du projet de la Mosquée de Paris et de la création d’un Institut musulman (1915), délégué général de l’Association cotonnière coloniale (1917-1921), membre du Conseil supérieure des colonies, il est le fondateur de l'Académie des sciences coloniales (1922). Le 8 juillet 1922, dans une déclaration à l’occasion de la conférence préparatoire de l’Académie il dénonce « un livre mauvais, écrit par un Français de couleur » en faisant référence au roman primé par l'Académie Goncourt en décembre 1921, Batouala, véritable roman nègre de l'administrateur René Maran.
Membre du Comité d’études du chemin de fer transaharien (1929) et du Conseil supérieur de l’Exposition coloniale internationale (1930), officier de l’Instruction publique  (1928), il est aussi lauréat de la Société anti-esclavagiste de France, et en 1938, membre du Comité supérieur scientifique de l’Institut français d’Afrique noire.
Un prix littéraire de l'Académie des sciences d'outre-mer porte son nom. En 1939, il reçoit de l'Académie française le prix de la plus grande France.

## Travaux
- A la côte du Congo français, 1894
- Fachoda, 1899
- Le Crédit, l'assurance et la mutualité en matière de colonisation, 1903
- La Colonisation belge, 1904
- La Grande guerre considérée au point de vue colonial. La Lutte des impérialismes coloniaux, 1916
- France, Syrie, Angleterre: la question de Syrie, 1919
- Une politique coloniale française, 1921